# Mutum-cavalo
O mutum-cavalo (Mitu tuberosum) é uma ave da família Cracidae encontrada na Amazônia meridional. Tais animais chegam a medir até 89 cm de comprimento, possuindo um topete com penas lisas e cúlmen elevado formando uma crista e ranfoteca vermelha. Também são conhecidos pelos nomes de mutum-da-várzea, mutum-etê e mutum-piri.